# Bad Blood (videojuego)
Bad Blood es un RPG para Compatible IBM PC y Commodore 64 diseñado en el año 1990 por Origin Systems. Ambientado en un futuro posapocalíptico, relata los esfuerzos de los mutantes para evitar conflictos con los humanos.

## Sistema de juego
Bad Blood funciona con una perspectiva aérea. 
Al comenzar el juego se da a elegir entre 3 personajes con los cuales jugarás por el resto de la historia.
En la versión PC la vista en si se ve limitada por un televisor donde en su pantalla se desarrolla el juego y los botones son acciones, y una botella al lado de la televisión, que funciona como contador de vidas.

## Curiosidades
- Actualmente Bad Blood es un juego abandonware, por lo tanto se puede conseguir en cualquier página web dedicada a este género.

- La historia de Bad Blood parece estar inspirada en X-Men puesto que como en los cómics aquí los mutantes son pacíficos y también se ven perseguidos por los humanos.